# Nederland op het Europees kampioenschap voetbal 1980
Nederland was een van de deelnemende landen op het Europees kampioenschap voetbal 1980 in Italië. Het was de tweede deelname voor het land. Nederland strandde in de groepsfase.

## Het Europees kampioenschap

### Groepsfase
Nederland werd bij de loting ingedeeld in groep A, samen met West-Duitsland, Tsjecho-Slowakije en Griekenland.
Oranje startte het toernooi op 11 juni 1980. Bondscoach Jan Zwartkruis koos voor een 4-3-3-formatie. De aanvalslinie bestond uit spits Kees Kist en buitenspelers Martien Vreijsen en René van de Kerkhof. Nederland verloor al na een kwartier doelman Piet Schrijvers, die na een botsing met de Griekse aanvaller Thomas Mavros het veld moest verlaten. Zijn vervanger Pim Doesburg speelde een uitstekende wedstrijd en hield zijn netten schoon. De aanvalslinie van Oranje kende minder succes. Zwartkruis greep tijdens de rust in door met Dick Nanninga een tweede spits in te brengen. Rechtsbuiten Vreijsen was het kind van de rekening; hij zou niet meer in actie komen tijdens het EK. Na iets meer dan een uur spelen kreeg Nederland een strafschop. Kist zette de penalty om en bezorgde zijn land de drie punten.
Op 14 juni volgde de confrontatie tegen West-Duitsland. Doelman Schrijvers keerde terug in het elftal, maar oogde bij momenten onzeker. In de aanval verloor Vreijsen zijn plaats aan Johnny Rep. Nederland was niet opgewassen tegen de West-Duitsers. Spits Klaus Allofs bracht zijn land met een hattrick 3-0 voor. Met nog zo'n tien minuten te spelen kreeg Nederland een lichte strafschop. Invaller Lothar Matthäus, die in deze wedstrijd debuteerde, beging een overtreding op de doorgebroken Ben Wijnstekers. Hij deed dat buiten het strafschopgebied, maar de Franse scheidsrechter Robert Wurtz legde de bal toch op de stip. Rep zette de penalty om. In de slotminuten scoorde Willy van de Kerkhof nog een tweede doelpunt voor Oranje.
Door de nederlaag maakte Nederland geen kans meer om naar de finale te gaan. De tweede plaats, die uitgaf op de troostfinale, stond wel nog op het spel. Maar dan moest het elftal van Zwartkruis wel winnen van Tsjecho-Slowakije, dat net als Nederland twee punten had. De bondscoach gaf voor de spitspositie voor het eerst de voorkeur aan de kopsterke Dick Nanninga, waardoor Kist op de bank belandde. Op het middenveld moesten Arie Haan en Huub Stevens plaatsmaken voor Frans Thijssen en Jan Poortvliet. Na een kwartier raakte René van de Kerkhof geblesseerd, waardoor Kist zich meteen mocht opwarmen. Terwijl hij langs de zijlijn klaarstond om in te vallen, rondde Zdeněk Nehoda een aanval van de Tsjecho-Slowaken af. In de tweede helft zorgde Kist met een schot van aan de rand van het strafschopgebied voor de gelijkmaker. In 87e minuut werd een kopdoelpunt van Michel van de Korput afgekeurd wegens buitenspel. Op televisiebeelden is niet te zien dat dit terecht was.
Het gelijkspel was echter onvoldoende. Tsjecho-Slowakije sloot de groepsfase af met evenveel punten als Nederland, maar met een beter doelsaldo.
| Land              | Wed | Win | Gel | Ver | DV | DT | +/− | Pnt |
| ----------------- | --- | --- | --- | --- | -- | -- | --- | --- |
| West-Duitsland    | 3   | 2   | 1   | 0   | 4  | 2  | +2  | 5   |
| Tsjecho-Slowakije | 3   | 1   | 1   | 1   | 4  | 3  | +1  | 3   |
| Nederland         | 3   | 1   | 1   | 1   | 4  | 4  | 0   | 3   |
| Griekenland       | 3   | 0   | 1   | 2   | 1  | 4  | -3  | 1   |

## Selectie en technische staf
| Nr. | Naam                 | Geboortedatum | GW |   |   |   |   |   |   | Club                | Positie(s) |
| --- | -------------------- | ------------- | -- | - | - | - | - | - | - | ------------------- | ---------- |
| 1   | Piet Schrijvers      | 15-12-1946    | 3  | 0 | 0 | 0 | 0 | 0 | 1 | Ajax                | GK         |
| 2   | Ben Wijnstekers      | 31-08-1955    | 3  | 0 | 0 | 0 | 0 | 0 | 0 | Feyenoord           | RB         |
| 3   | Michel van de Korput | 18-09-1956    | 3  | 0 | 0 | 0 | 0 | 0 | 0 | Feyenoord           | CB         |
| 4   | Hugo Hovenkamp       | 05-10-1950    | 3  | 0 | 0 | 0 | 0 | 0 | 1 | AZ                  | LB         |
| 5   | Ruud Krol            | 24-03-1949    | 3  | 0 | 0 | 0 | 0 | 0 | 0 | Vancouver Whitecaps | CB, LB     |
| 6   | Jan Poortvliet       | 21-09-1955    | 1  | 0 | 0 | 0 | 0 | 0 | 0 | PSV                 | LB         |
| 7   | René van de Kerkhof  | 16-09-1951    | 3  | 0 | 0 | 0 | 0 | 0 | 1 | PSV                 | RW, LW     |
| 8   | Willy van de Kerkhof | 16-09-1951    | 3  | 1 | 1 | 0 | 0 | 0 | 0 | PSV                 | LM         |
| 9   | Kees Kist            | 07-08-1952    | 3  | 2 | 0 | 0 | 0 | 1 | 1 | AZ                  | CF         |
| 10  | Arie Haan            | 16-11-1948    | 3  | 0 | 1 | 0 | 0 | 1 | 0 | Anderlecht          | RM, CM     |
| 11  | Heini Otto           | 24-08-1954    | 0  | 0 | 0 | 0 | 0 | 0 | 0 | FC Twente           | LM         |
| 12  | Johnny Rep           | 25-11-1951    | 2  | 1 | 1 | 0 | 0 | 0 | 0 | Saint-Étienne       | RW         |
| 13  | Dick Nanninga        | 17-01-1949    | 3  | 0 | 0 | 0 | 0 | 2 | 1 | Roda JC             | CF         |
| 14  | Adrie Koster         | 18-11-1954    | 0  | 0 | 0 | 0 | 0 | 0 | 0 | PSV                 | RW         |
| 15  | Huub Stevens         | 29-11-1953    | 2  | 0 | 1 | 0 | 0 | 0 | 0 | PSV                 | CB, DM     |
| 16  | Pim Doesburg         | 28-10-1943    | 1  | 0 | 0 | 0 | 0 | 1 | 0 | Sparta Rotterdam    | GK         |
| 17  | Martien Vreijsen     | 15-11-1955    | 1  | 0 | 0 | 0 | 0 | 0 | 1 | NAC Breda           | RW         |
| 18  | Frans Thijssen       | 23-01-1952    | 2  | 0 | 0 | 0 | 0 | 1 | 0 | Ipswich Town        | CM         |
| 19  | Romeo Zondervan      | 03-03-1959    | 0  | 0 | 0 | 0 | 0 | 0 | 0 | FC Twente           | LB         |
| 20  | Hans van Breukelen   | 04-10-1956    | 0  | 0 | 0 | 0 | 0 | 0 | 0 | FC Utrecht          | GK         |
| 21  | Ernie Brandts        | 03-02-1956    | 0  | 0 | 0 | 0 | 0 | 0 | 0 | PSV                 | CB         |
| 22  | John Metgod          | 27-02-1958    | 0  | 0 | 0 | 0 | 0 | 0 | 0 | AZ                  | CB, DM     |

| Naam            | Functie    |
| --------------- | ---------- |
| Technische staf |            |
| Jan Zwartkruis  | Bondscoach |
| Rob Baan        | Assistent  |
| Ger Blok        | Assistent  |
| Medische staf   |            |
| Frits Kessel    | Teamarts   |

## Wedstrijden

### Groepsfase
|                          |                 |         |             |                                                                                             |
| 11 juni 1980 20:30 UTC+2 | Nederland       | 1 – 0   | Griekenland | Stadio San Paolo, Napels Toeschouwers: 14.990 Scheidsrechter: Adolf Prokop (Oost-Duitsland) |
| 11 juni 1980 20:30 UTC+2 | Kist 65' (pen.) | Verslag |             | Stadio San Paolo, Napels Toeschouwers: 14.990 Scheidsrechter: Adolf Prokop (Oost-Duitsland) |

| Nederland | Griekenland |

| Nederland:     |    |                      |            |
|                |    |                      |            |
| GK             | 1  | Piet Schrijvers      | 15'        |
| RB             | 2  | Ben Wijnstekers      |            |
| CB             | 5  | Ruud Krol            |            |
| CB             | 3  | Michel van de Korput |            |
| LB             | 4  | Hugo Hovenkamp       |            |
| DM             | 15 | Huub Stevens         |            |
| CM             | 10 | Arie Haan            |            |
| CM             | 8  | Willy van de Kerkhof | Kreeg geel |
| RW             | 17 | Martien Vreijsen     | 46'        |
| CF             | 9  | Kees Kist            |            |
| LW             | 7  | René van de Kerkhof  |            |
| Wisselspelers: |    |                      |            |
| GK             | 16 | Pim Doesburg         | 15'        |
| FW             | 13 | Dick Nanninga        | 46'        |
| Coach:         |    |                      |            |
| Jan Zwartkruis |    |                      |            |

| Griekenland:        |    |                        |            |
|                     |    |                        |            |
| GK                  | 1  | Vasilis Konstantinou   |            |
| RB                  | 2  | Ioannis Kyrastas       |            |
| CB                  | 5  | Giorgos Foiros         |            |
| CB                  | 4  | Anthimos Kapsis        |            |
| LB                  | 3  | Konstantinos Iosifidis |            |
| CM                  | 6  | Spiros Livathinos      |            |
| CM                  | 16 | Dinos Kouis            |            |
| CM                  | 7  | Christos Terzanidis    |            |
| RW                  | 9  | Christos Ardizoglou    | 68'        |
| CF                  | 19 | Giorgos Kostikos       | 78'        |
| LW                  | 15 | Thomas Mavros          | Kreeg geel |
| Invallers:          |    |                        |            |
| FW                  | 20 | Nikos Anastopoulos     | 68'        |
| FW                  | 10 | Maik Galakos           | 78'        |
| Coach:              |    |                        |            |
| Alketas Panagoulias |    |                        |            |

|                          |                      |         |                                      |                                                                                        |
| 14 juni 1980 17:45 UTC+2 | West-Duitsland       | 3 – 2   | Nederland                            | Stadio San Paolo, Napels Toeschouwers: 26.546 Scheidsrechter: Robert Wurtz (Frankrijk) |
| 14 juni 1980 17:45 UTC+2 | Allofs 20', 60', 65' | Verslag | 79' (pen.) Rep 85' W. van de Kerkhof | Stadio San Paolo, Napels Toeschouwers: 26.546 Scheidsrechter: Robert Wurtz (Frankrijk) |

| West-Duitsland | Nederland |

| West-Duitsland: |    |                       |            |
|                 |    |                       |            |
| GK              | 1  | Harald Schumacher     |            |
| RWB             | 20 | Manfred Kaltz         |            |
| CB              | 5  | Bernard Dietz         | 73'        |
| CB              | 15 | Uli Stielike          |            |
| CB              | 4  | Karlheinz Förster     |            |
| LWB             | 2  | Hans-Peter Briegel    |            |
| CM              | 6  | Bernd Schuster        | Kreeg geel |
| CM              | 10 | Hansi Müller          | 65'        |
| AM              | 8  | Karl-Heinz Rummenigge |            |
| CF              | 9  | Horst Hrubesch        |            |
| CF              | 11 | Klaus Allofs          |            |
| Wisselspelers:  |    |                       |            |
| MF              | 14 | Felix Magath          | 65'        |
| MF              | 18 | Lothar Matthäus       | 73'        |
| Coach:          |    |                       |            |
| Jupp Derwall    |    |                       |            |

| Nederland:     |    |                      |            |
|                |    |                      |            |
| GK             | 1  | Piet Schrijvers      |            |
| RB             | 2  | Ben Wijnstekers      |            |
| CB             | 5  | Ruud Krol            |            |
| CB             | 3  | Michel van de Korput |            |
| LB             | 4  | Hugo Hovenkamp       | 46'        |
| DM             | 15 | Huub Stevens         | Kreeg geel |
| CM             | 10 | Arie Haan            |            |
| CM             | 8  | Willy van de Kerkhof |            |
| RW             | 12 | Johnny Rep           |            |
| CF             | 9  | Kees Kist            | 69'        |
| LW             | 7  | René van de Kerkhof  |            |
| Wisselspelers: |    |                      |            |
| FW             | 13 | Dick Nanninga        | 46'        |
| MF             | 18 | Frans Thijssen       | 69'        |
| Coach:         |    |                      |            |
| Jan Zwartkruis |    |                      |            |

|                          |           |         |                   |                                                                          |
| 17 juni 1980 17:45 UTC+2 | Nederland | 1 – 1   | Tsjecho-Slowakije | San Siro, Milaan Toeschouwers: 11.889 Scheidsrechter: Hilmi Ok (Turkije) |
| 17 juni 1980 17:45 UTC+2 | Kist 59'  | Verslag | 16' Nehoda        | San Siro, Milaan Toeschouwers: 11.889 Scheidsrechter: Hilmi Ok (Turkije) |

| Nederland | Tsjecho-Slowakije |

| Nederland:     |    |                      |            |
|                |    |                      |            |
| GK             | 1  | Piet Schrijvers      |            |
| RB             | 2  | Ben Wijnstekers      |            |
| CB             | 5  | Ruud Krol            |            |
| CB             | 3  | Michel van de Korput |            |
| LB             | 4  | Hugo Hovenkamp       |            |
| CM             | 15 | Jan Poortvliet       |            |
| CM             | 8  | Willy van de Kerkhof |            |
| CM             | 10 | Frans Thijssen       |            |
| RW             | 12 | Johnny Rep           | Kreeg geel |
| CF             | 13 | Dick Nanninga        | 46'        |
| LW             | 7  | René van de Kerkhof  | 17'        |
| Wisselspelers: |    |                      |            |
| FW             | 9  | Kees Kist            | 17'        |
| MF             | 10 | Arie Haan            | 46'        |
| Coach:         |    |                      |            |
| Jan Zwartkruis |    |                      |            |

| Tsjecho-Slowakije: |    |                     |     |
|                    |    |                     |     |
| GK                 | 1  | Jaroslav Netolička  |     |
| RB                 | 2  | Jozef Barmoš        |     |
| CB                 | 12 | Rostislav Vojáček   |     |
| CB                 | 4  | Anton Ondruš        |     |
| LB                 | 5  | Koloman Gögh        |     |
| CM                 | 7  | Ján Kozák           |     |
| DM                 | 3  | Ladislav Jurkemik   |     |
| CM                 | 8  | Antonín Panenka     | 89' |
| RW                 | 10 | Marián Masný        | 66' |
| CF                 | 15 | Ladislav Vízek      |     |
| LW                 | 11 | Zdeněk Nehoda       |     |
| Wisselspelers:     |    |                     |     |
| FW                 | 13 | Werner Lička        | 66' |
| MF                 | 6  | František Štambachr | 89' |
| Coach:             |    |                     |     |
| Jozef Vengloš      |    |                     |     |

## Afbeeldingen

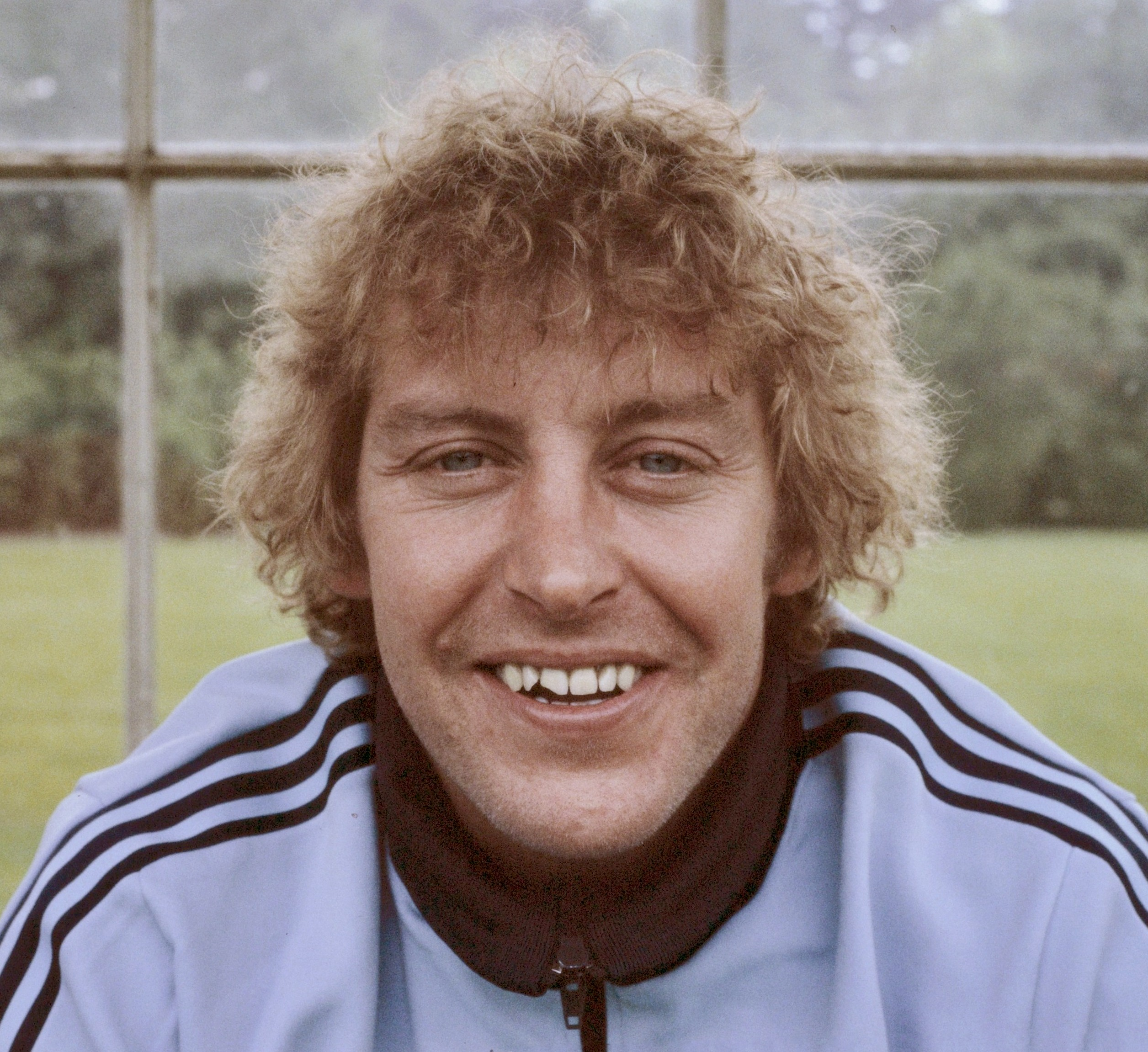
Piet Schrijvers (doelman)
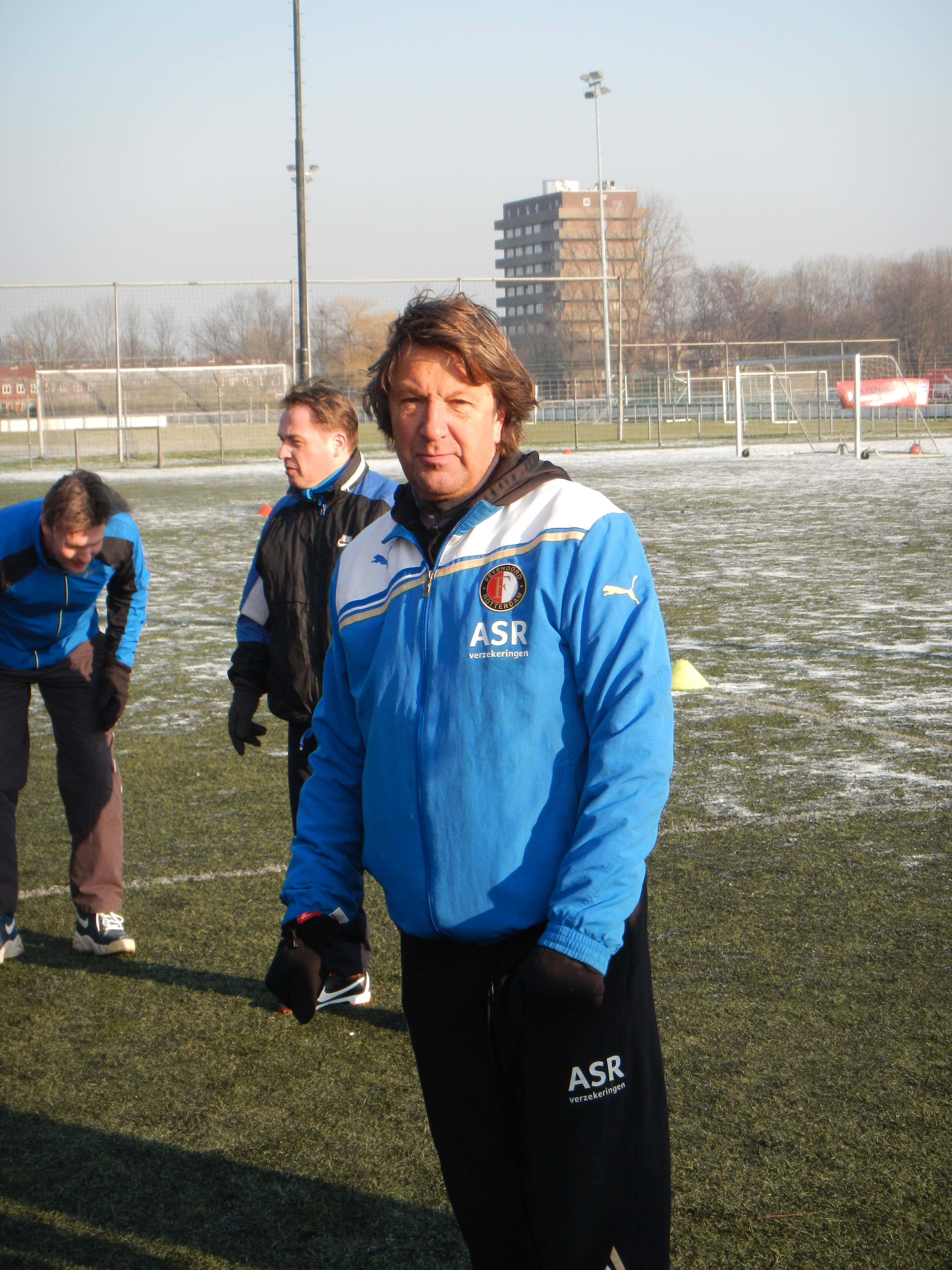
Ben Wijnstekers (verdediger)
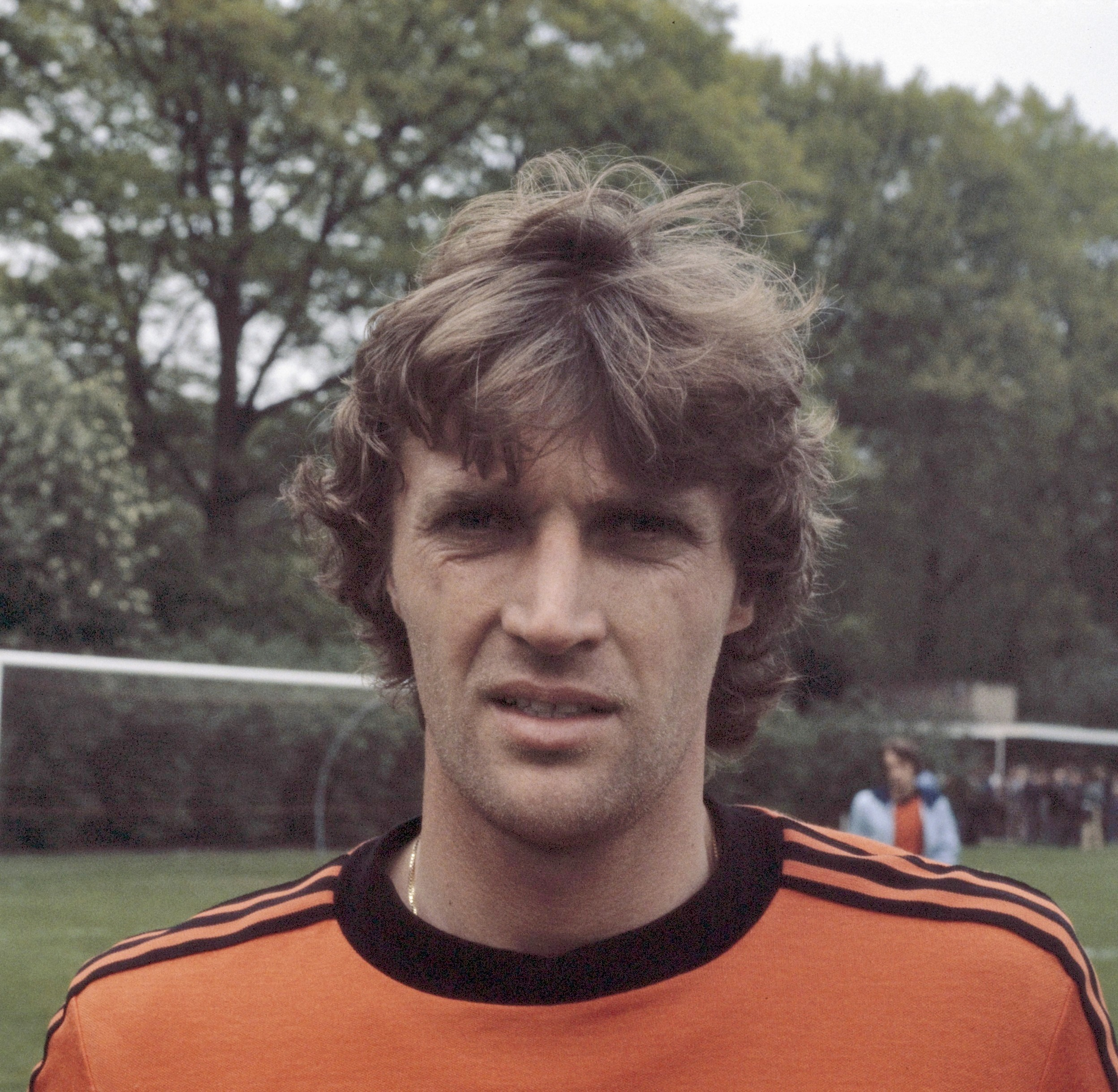
Ruud Krol (verdediger)
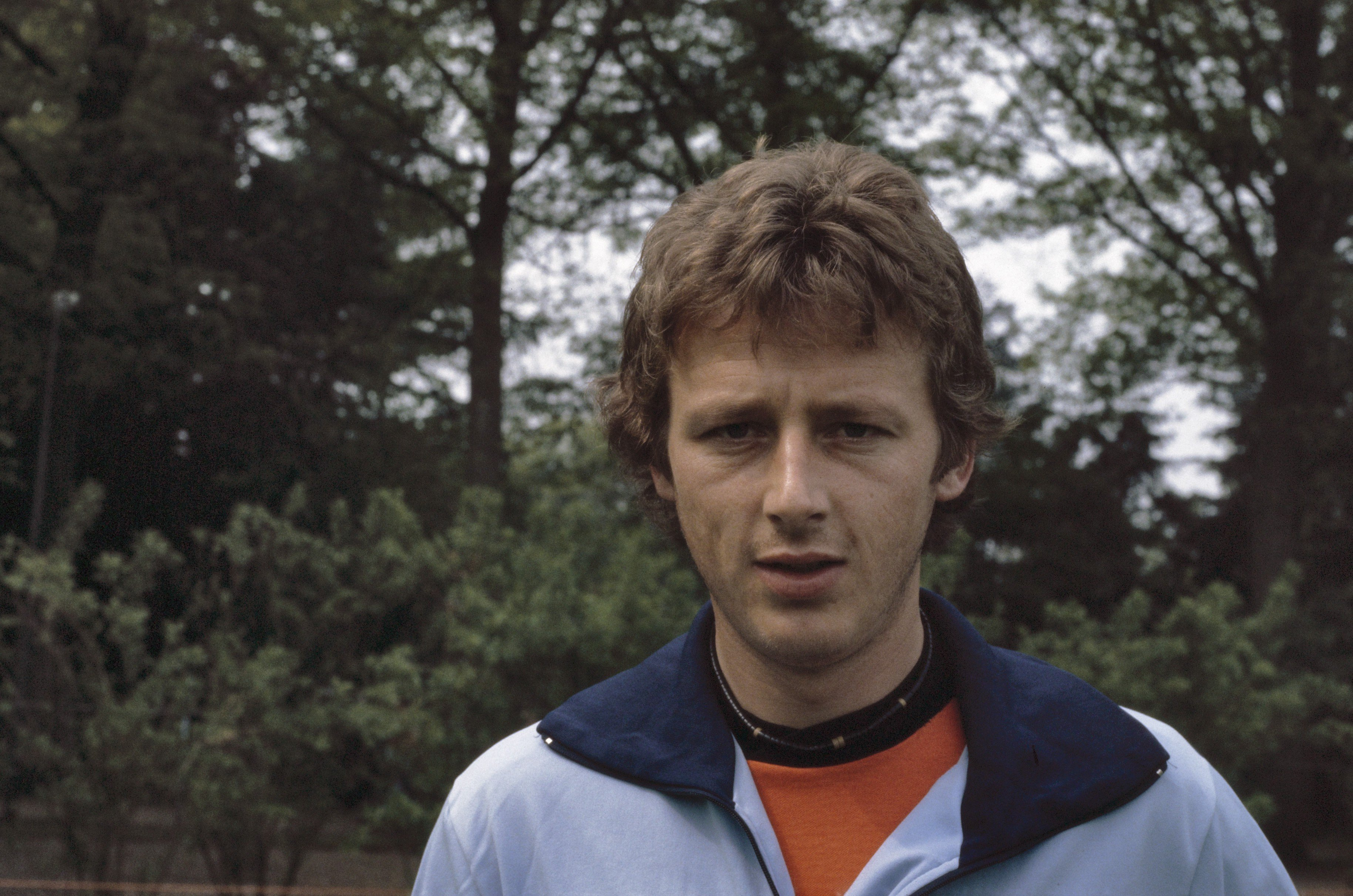
Hugo Hovenkamp (verdediger)
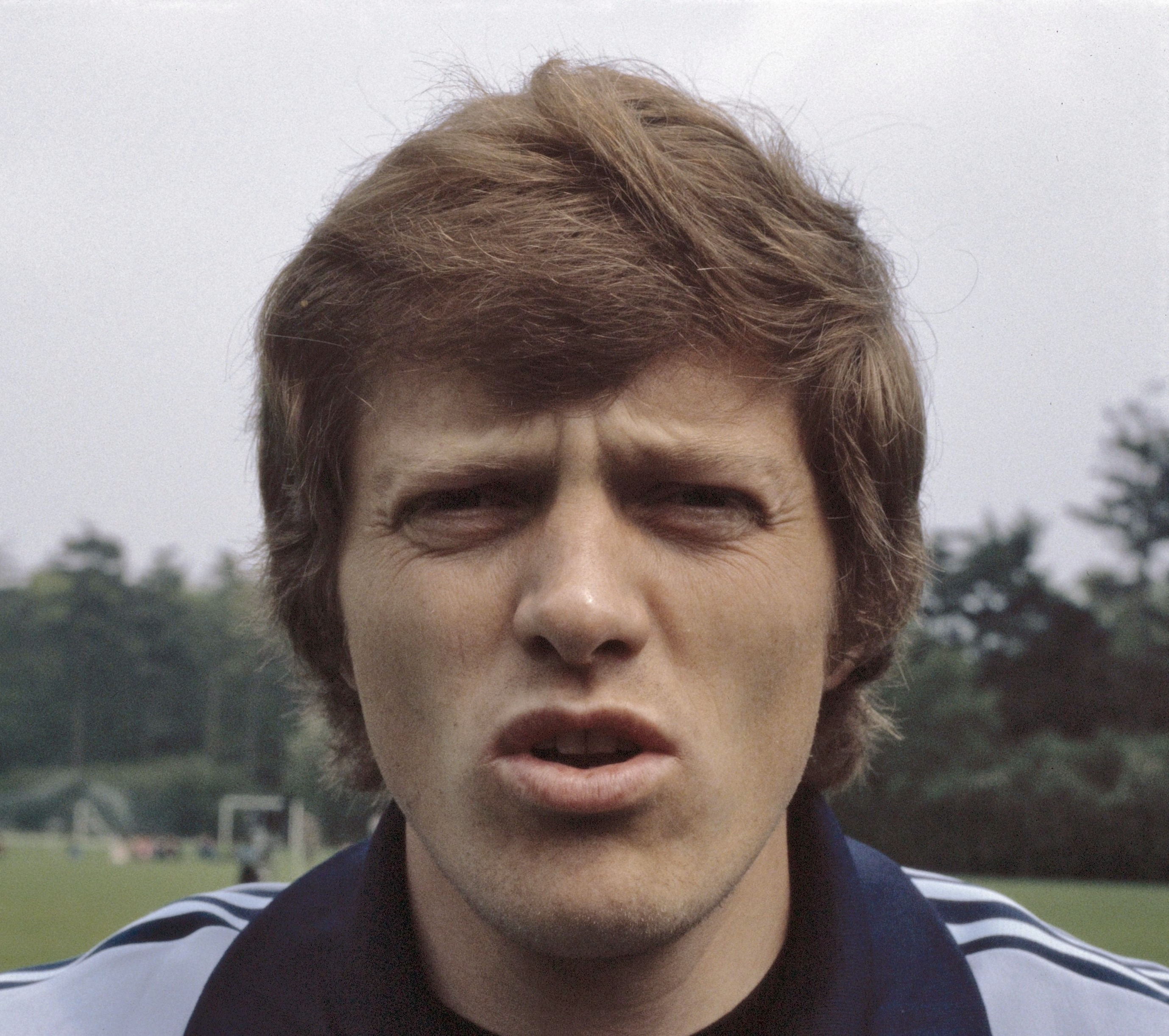
Arie Haan (middenvelder)
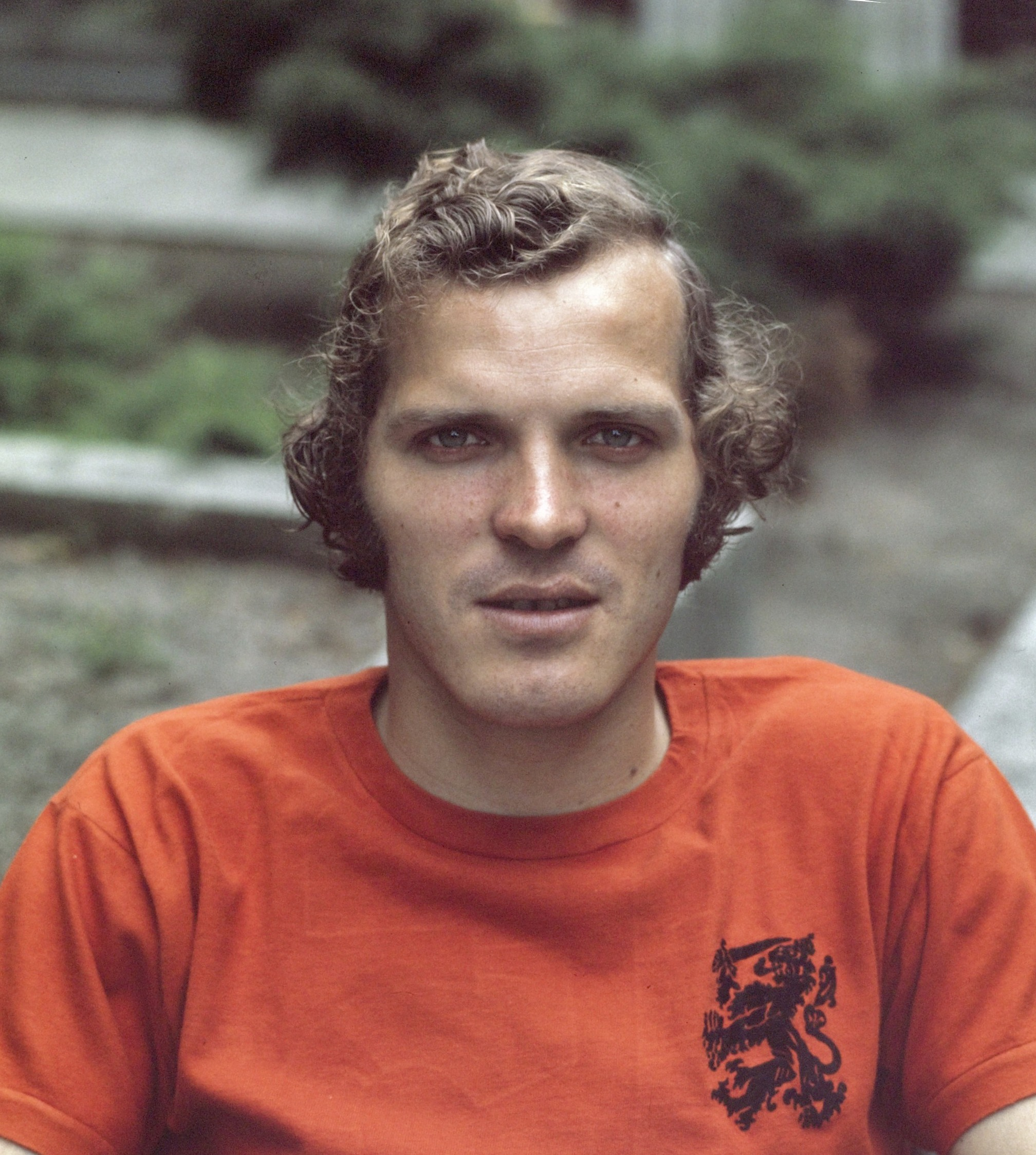
Willy van de Kerkhof (middenvelder)
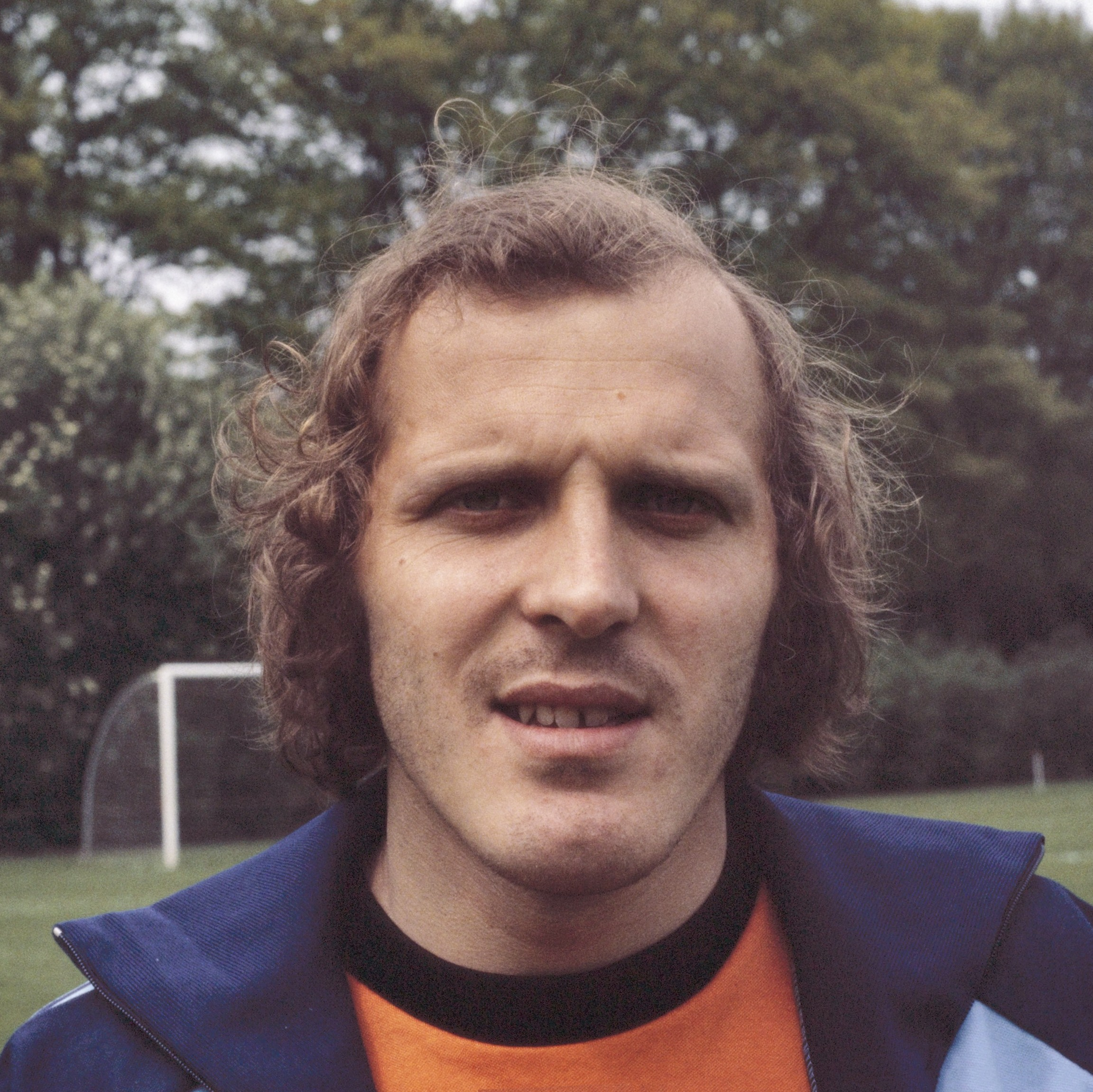
René van de Kerkhof (aanvaller)
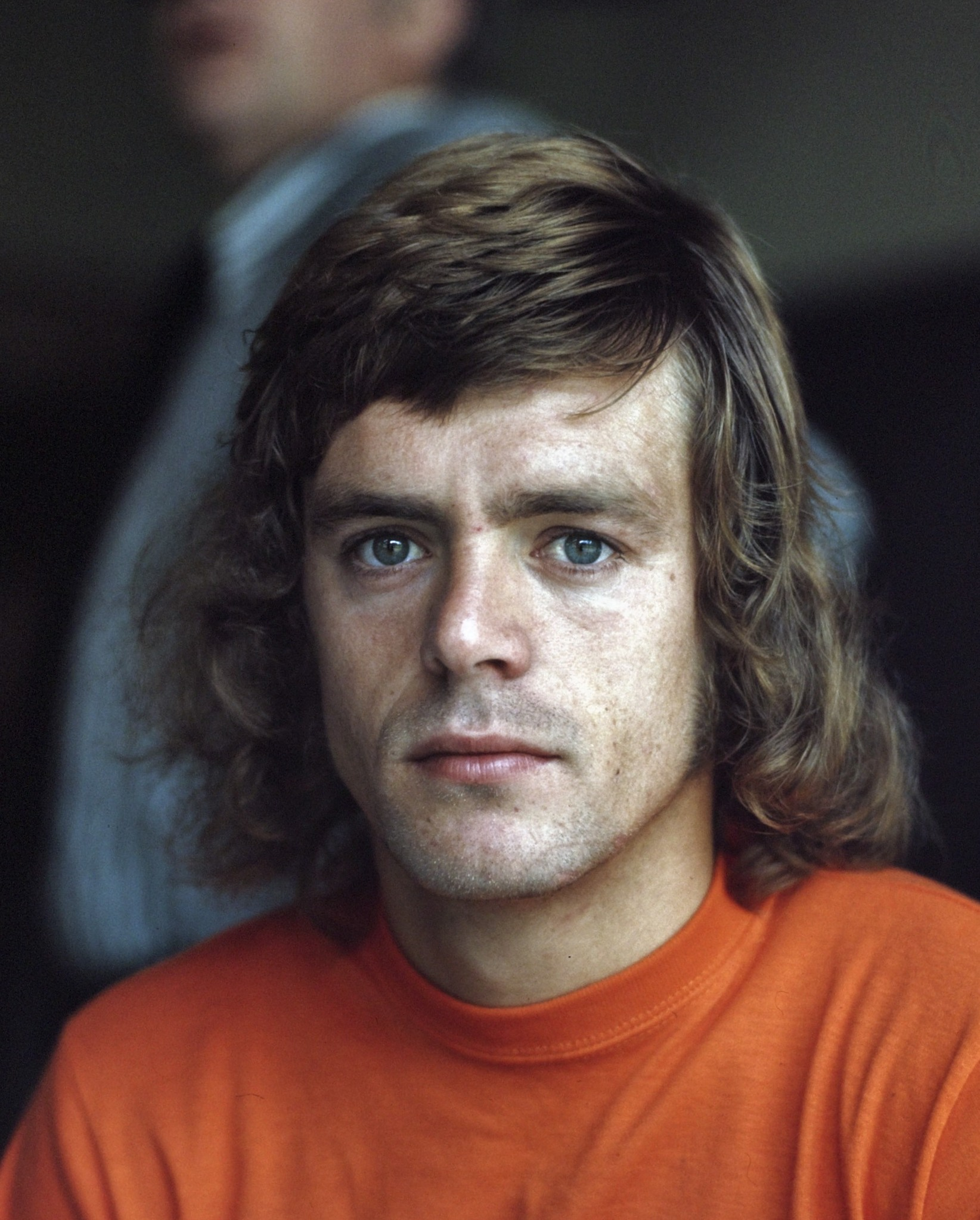
Johnny Rep (aanvaller)
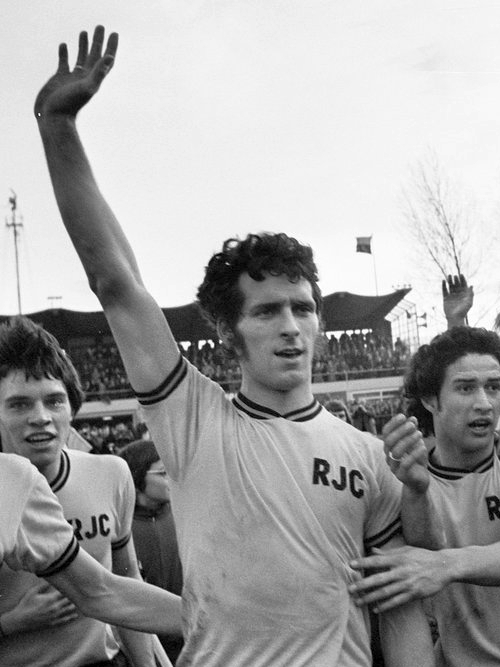
Dick Nanninga (aanvaller)
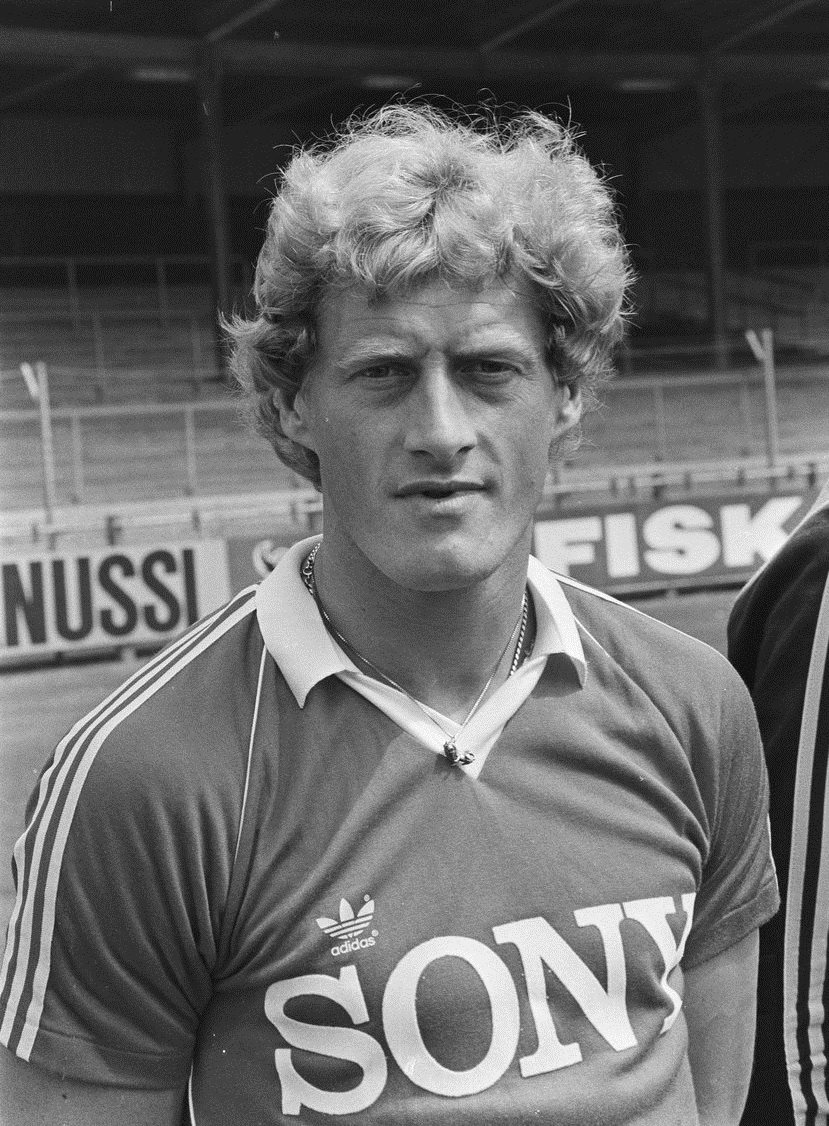
Kees Kist (aanvaller)

 Frankrijk 1960 · 
 Spanje 1964 · 
 Italië 1968 · 
 België 1972 · 
 Joegoslavië 1976 · 
 Italië 1980 · 
 Frankrijk 1984 · 
 West-Duitsland 1988 · 
 Zweden 1992 · 
 Engeland 1996 · 
 Nederland & België 2000 · 
 Portugal 2004 · 
 Zwitserland & Oostenrijk 2008 · 
 Polen & Oekraïne 2012 · 
 Frankrijk 2016 · 
Europa 2020 · 
 Duitsland 2024
KNVB ·
A-internationals ·
Bondscoaches (m) ·
Topscorers ·
Nederlands vrouwenelftal ·
Bondscoaches (v) ·
Nederland B ·
Olympisch elftal ·
Jong Oranje ·
Nederland –20 ·
Nederland –19 ·
Nederland –18 ·
Nederland –17 ·
Nederland –16 ·
Nederland –15 ·
Nederlands amateurelftal ·
Nederlands zaterdagelftal ·
Jong OranjeLeeuwinnen ·
Vrouwen –20 ·
Vrouwen –19 ·
Vrouwen –18 ·
Vrouwen –17 ·
Vrouwen –16 ·
Vrouwen –15 ·
Militair mannenelftal ·
Militair vrouwenelftal ·
Strandteam ·
Vrouwen Strandteam ·
Futsalteam ·
Vrouwen Futsalteam

EK-wedstrijden ·
WK-wedstrijden ·
Resultaten kwalificaties en eindronden ·
Nederland B-wedstrijden ·
Officieuze wedstrijden ·
EK-wedstrijden vrouwen ·
WK-wedstrijden vrouwen ·
Resultaten vrouwen kwalificaties en eindronden
1905 – 1919 ·
1920 – 1929 ·
1930 – 1939 ·
1940 – 1949 ·
1950 – 1959 ·
1960 – 1969 ·
1970 – 1979 ·
1980 – 1989 ·
1990 – 1999 ·
2000 – 2009 ·
2010 – 2019 ·
2020 – 2029
2015 ·
2016 ·
2017 ·
2018 ·
2019 ·
2020 ·
2021 · 
2022
EK's: 1976 · 
1980 · 
1988 · 
1992 · 
1996 · 
2000 · 
2004 · 
2008 · 
2012 · 
2020 · 
2024
WK's: 1934 · 
1938 · 
1974 · 
1978 · 
1990 · 
1994 · 
1998 · 
2006 · 
2010 · 
2014 · 
2022
OS: 1908 ·
1912 ·
1920 ·
1924 ·
1928 ·
1948 ·
1952 ·
2008
Albanië ·
Andorra ·
Argentinië ·
Armenië ·
Australië ·
België ·
Bosnië en Herzegovina ·
Brazilië ·
Bulgarije ·
Canada ·
Chili ·
China ·
Colombia ·
Costa Rica ·
Curaçao ·
Cyprus ·
DDR ·
Denemarken ·
Duitsland ·
Ecuador ·
Egypte ·
Engeland ·
Estland ·
Faeröer ·
Finland ·
Frankrijk ·
GOS · 
Georgië ·
Ghana ·
Gibraltar ·
Griekenland ·
Hongarije ·
Ierland ·
IJsland ·
Indonesië ·
Iran ·
Israël ·
Italië ·
Ivoorkust ·
Japan ·
Joegoslavië ·
Kameroen ·
Kazachstan ·
Kroatië ·
Letland ·
Liechtenstein ·
Luxemburg ·
Malta ·
Marokko ·
Mexico ·
Moldavië ·
Montenegro ·
Nederlandse Antillen ·
Nigeria ·
Noord-Ierland ·
Noord-Macedonië ·
Noorwegen ·
Oekraïne ·
Oostenrijk ·
Paraguay ·
Peru ·
Polen ·
Portugal ·
Qatar ·
Roemenië ·
Rusland ·
Saarland ·
San Marino ·
Saoedi-Arabië ·
Schotland ·
Senegal ·
Servië en Montenegro ·
Slovenië ·
Slowakije ·
Sovjet-Unie ·
Spanje ·
Suriname ·
Thailand ·
Tsjechië ·
Tsjecho-Slowakije ·
Tunesië ·
Turkije ·
Uruguay ·
Verenigd Koninkrijk ·
Verenigde Staten ·
Wales ·
Wit-Rusland ·
Zuid-Afrika ·
Zuid-Korea ·
Zweden ·
Zwitserland
Argentinië (1978) ·
Argentinië (2006) ·
Argentinië (2014) ·
Argentinië (2022) ·
Australië (2014) ·
Brazilië (2014) ·
Chili (2014) · 
Costa Rica (2014) ·
Denemarken (2010) ·
Denemarken (2012) ·
Duitsland (2012) · 
Ecuador (2022) · 
Frankrijk (2008) ·
Italië (2008) ·
Ivoorkust (2006) ·
Japan (2010) ·
Kameroen (2010) ·
Mexico (2014) · 
Noord-Macedonië (2021) · 
Oekraïne (2021) · 
Oostenrijk (2021) · 
Portugal (2006) ·
Portugal (2012) ·
Portugal (2019) ·
Qatar (2022) ·
Roemenië (2008) ·
Rusland (2008) ·
San Marino (2011) ·
Senegal (2022) ·
Servië en Montenegro (2006) ·
Sovjet-Unie (1988) ·
Spanje (2010) ·
Spanje (2014) ·
Tsjechië (2021) · 
Uruguay (2010) ·
Verenigde Staten (2022) · 
West-Duitsland (1974)